# Xenesthis immanis
Espèce
Synonymes
- Lasiodora immanis Ausserer, 1875

Xenesthis immanis est une espèce d'araignées mygalomorphes de la famille des Theraphosidae.

## Distribution
Cette espèce se rencontre en Colombie et au Venezuela.

## Description

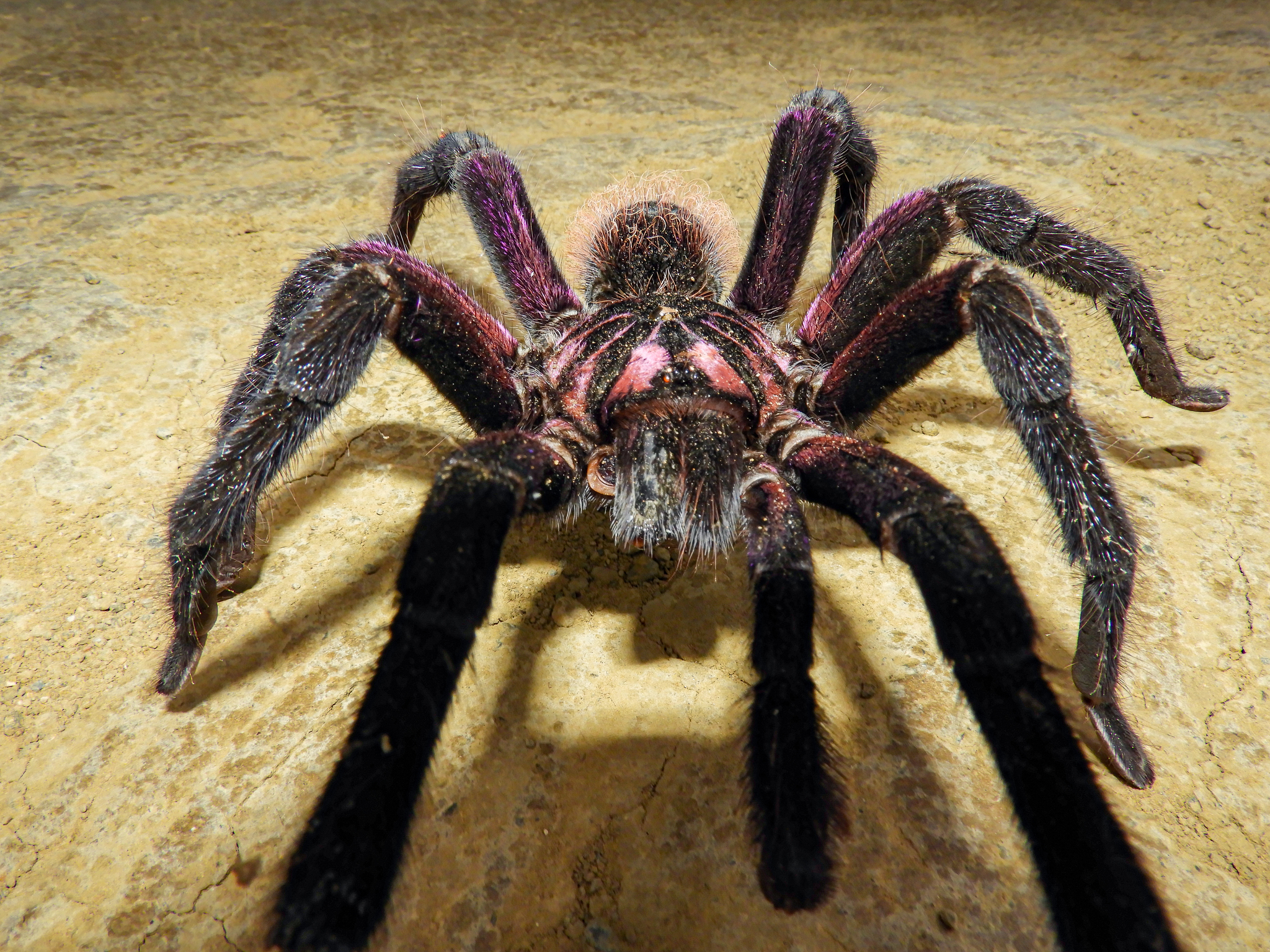
Xenesthis immanis

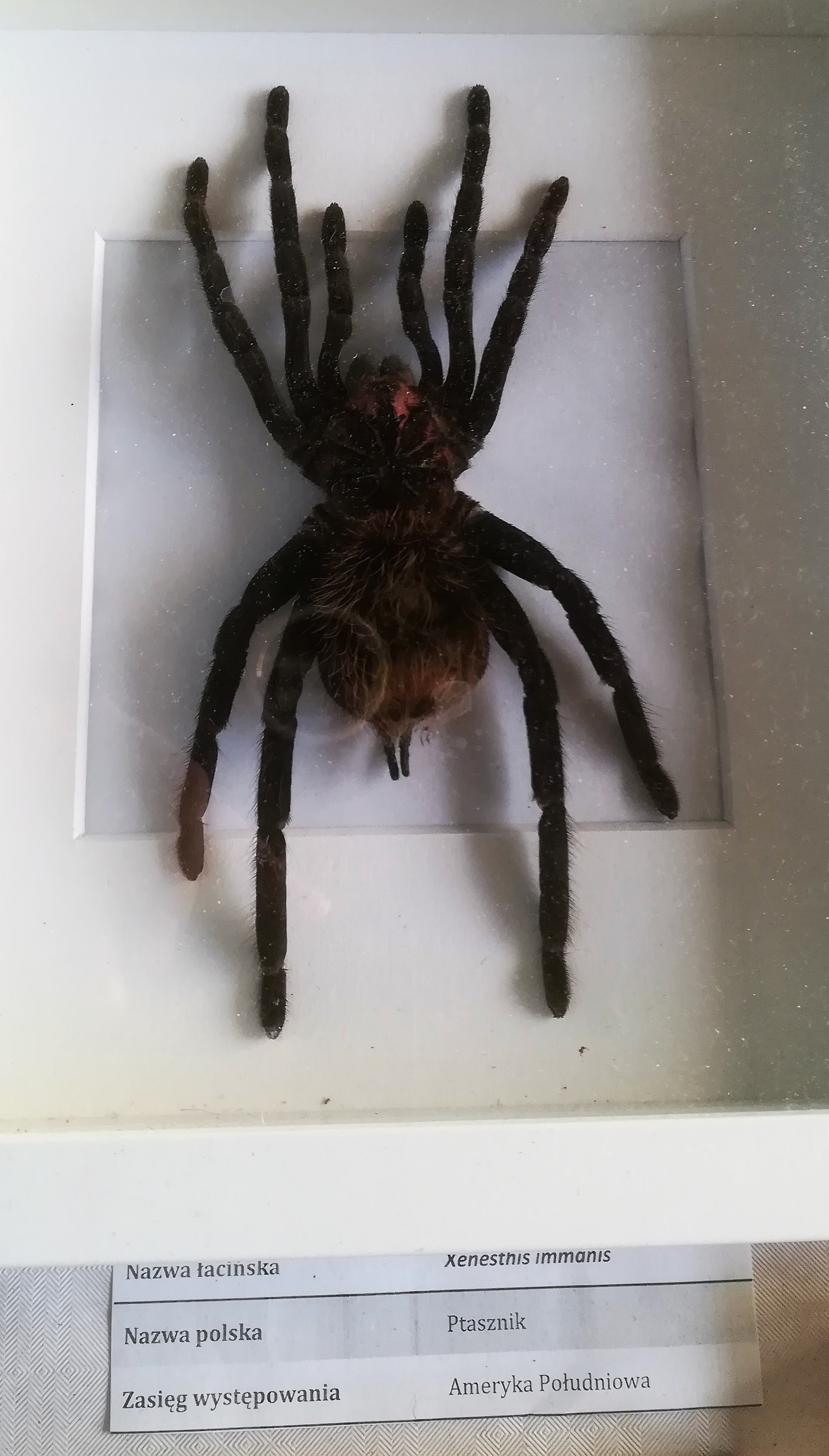
Xenesthis immanis

La femelle holotype mesure 81 mm.

## Systématique et taxinomie
Cette espèce a été décrite sous le protonyme Lasiodora immanis par Ausserer en 1875. Elle est placée dans le genre Xenesthis par Pocock en 1901.
Xenesthis colombiana, placée en synonymie par Pocock en 1901, a été relevée de synonymie par Gabriel et Sherwood en 2022.

## Publication originale
- Ausserer, 1875 : « Zweiter Beitrag zur Kenntniss der Arachniden-Familie der Territelariae Thorell (Mygalidae Autor). » Verhandlungen der kaiserlich-königlichen zoologisch-botanischen Gesellschaft in Wien, vol. 25, p. 125-206 (texte intégral).